# Per Bernhard Strömbäck
Per Bernhard Strömbäck, född 23 november 1819 i Hille, död 26 augusti 1885, var en svensk telegraftjänsteman.
Strömbäck blev filosofie kandidat 1845 och filosofie magister 1848. Han blev telegrafassistent i Sundsvall 1855 och blev telegrafkommissarie i samma stad 1856. Han blev dock assistent på nytt 1858 och gick i pension 1885. Han var Sundsvalls stadsfullmäktiges sekreterare 1863–1885.